# 랍 밴 댐
랍 밴 댐(영어: Rob Van Dam, 1970년 12월 18일~)은 본명은 로버트 알렉산더 스잣코스키(영어: Robert Alexander Szatkowski)다. 미국의 남자 프로레슬링선수며 미국 미시간주 배틀크리크에서 태어나는 사람이다. 1990년 프로레슬링 입문으로 말 그대로 강력한 WWE 챔피언, ECW 월드 헤비웨이트 챔피언, TNA 월드 헤비웨이트 챔피언을 가지고 있는 프로레슬링선수다. 피니쉬는 엘라베마 센턴(다이빙 센턴), 엘라베마 슬램(더블 레그 슬램), 뷰티 인 모션(다이빙 레그 드롭), 뷰티 백 찹(다이빙 백 찹), 뷰티 크로스라인(다이빙 래리어트), 뷰티 드라이버(다이빙 허리케인 라나 드라이버), 뷰티 어퍼컷(다이빙 유러피안 어퍼컷), 파이브 스타 프로그 스플래쉬(다이빙 하이 앵글 프로그 스플래쉬), 다이빙 스플릿 레그드 문설트, 밴 도미네이터(스피닝 힐 킥), 밴 터미네이터(다이빙 코너 투 코너 드롭킥), 파이브 쿠션(다이빙 시티드 센턴), 파이브 엘보우 드롭(다이빙 엘보우 드롭), 파이브 헤드벗 드롭(다이빙 헤드벗 드롭), 파이브 레그 드롭(다이빙 문설트 레그 드롭), 파이브 프레스(다이빙 슈팅 스타 프레스), 파이브 스플래쉬(다이빙 사백오십도 스플래쉬), 파이브 스톰프(다이빙 더블 풋 스톰프), 레그 훅 벨리 투 백 수플레스, 하이 니, 넥브레이커 슬램, 세이버 드롭(다이빙 찹 드롭), 세이버 니 드롭(다이빙 니 드롭)이다. 그의 파이브 스타 프로그 스플래쉬는 기술명처럼 별 다섯 개가 충분히 붙을 만한 기술으로 평가받고 있는데 그의 놀라운 점프력 으로 인한 긴 체공 시간과 높은 점프로 많은 프로레슬링들의 스플래쉬 중 가장 정석적인 스플래쉬로 이름을 떨치고 있다. 그러나 다양한 발차기나 몽키 플립이나 롤링 센턴, 롤링 스플래쉬나 다이빙 센턴 밤이나 사용을 하는 능력 가지고 있다. 물론 힙 토스도 사용을 한다. 점핑 코크스크류 백 엘보우 스매쉬도 기본이다. 키는 183cm(6 ft 0 in)에다가 몸무게는 108kg(238 lb)나간다.

## Professional wrestling highlights
- Finishing moves
  - Alabama Senton (Diving senton) - 1990-1991
  - Alabama Slam (Double leg slam) - 1990-1992
  - Beauty In Motion (Diving leg drop) - 1991-1993
  - Beauty Back Chop (Diving back chop) - 1990-1992
  - Buauty Clothesline (Diving lariat) - 1994-1996
  - Buauty Driver (Diving hurricanrana driver) - 1996-1997
  - Beauty Uppercut (Diving european uppercut) - 1992-1994
  - Diving split-legged moonsault - 1991-present; used as signature movement
  - Five Cushion (Diving seated senton) - 1997-present
  - Five Elbow Drop (Diving elbow drop) - 1994-1996
  - Five Headbutt Drop (Diving headbutt drop) - 1993-1995
  - Five Leg Drop (Diving moonsault leg drop) - 1992-1994
  - Five Press (Diving shooting star press) - 1996-1997
  - Five Splash (Diving 450° splash) - 1995-1997
  - Five Star Frog Splash (Diving high angle frog splash) - 1997-present
  - Five Stomp (Diving double foot stomp) - 1994-1996
  - High knee - 1996-1997
  - Leg hook belly to back suplex - 1992-1994
  - Neckbreaker slam - 1994-1996
  - Saber Drop (Diving chop drop) - 1990-1991
  - Saber Knee Drop (Diving knee drop) - 1995-1997
  - Van Daminator (Spinning heel kick to steel chair) - 1997-present
  - Van Terminator (Diving corner-to-corner dropkick) - 1997-present
- Signature moves
  - Body slam
  - Cartwheel moonsault
  - Chair surf
  - Diving senton bomb
  - German suplex
  - Hip toss
  - Lariat
  - Lifting double underhook facebuster
  - Monkey flip
  - Multiple kick variations
    - Diving side
    - Leg-feed feint enzuigiri
    - Rolling mule
    - Side
    - Spinning back

  - Multiple leg drop variations
    - Corkscrew
    - Guillotine
    - Running
    - Spinning

  - Multiple plancha variations
    - Diving
    - Corner springboard
    - Spiringboard
    - Slingshot

  - Multiple turnbuckle thrusts
  - Northern lights suplex
  - ROB DDT (Snap DDT)
  - Rolling bodyscissors
  - Rolling senton
  - Rolling splash
  - Surfboard
- Managers
  - Bill Alfonso
  - Jerry Lawler
  - Paul Heyman
  - Ricardo Rodriguez
  - Stephanie McMahon
- Nicknames
  - Mr. Money In The Bank
  - Mr. Monday / Friday Night
  - Mr. Pay-Per-View
  - Mr.TNA
  - RVD
  - The Battle Creek Barbarian
  - The Whole Dam Show
  - The Whole Fucking / F'n Show
- Entrance themes
  - "Poundcake" by Van Halen (ECW; 1996–1997)
  - "Wail"	John Spencer Blues Explosion (ECW; 1997)
  - "This Is Extreme" by Harry Slash and The Slashtones (WWF; 1997)
  - "Walk" by Pantera (ECW/AEW; 1997-1998; 2023-present)
  - "Walk" by Kilgore (ECW; 1998-2001)
  - "The Whole Dam Show" by Jim Johnston (2001-2002; WWF/WWE)
  - "One of a Kind" by Breaking Point (WWE; 2002-2007; 2009; 2013-2014)
  - "The Whole Fn' Show" by Kushinator (TNA/Impact Wrestling; 2010-2013; 2019-2020)

## 수상
- 퍼스 클래식 토너먼트 (2017)
- ASW 노스 아메리칸 헤비웨이트 챔피언 (1회)
- AWR 헤비웨이트 챔피언 (1회)
- AWR 노 리밋츠 챔피언 (1회)
- BCW 월드 헤비웨이트 챔피언 (1회)
- 루 테즈 어워즈 (2020)
- ECW 월드 텔레비전 챔피언 (1회)
- ECW 월드 태그팀 챔피언 (2회) - 사부
- 클래식 오브 2022
- IWF 텔레비전 챔피언 (1회)
- NWC 태그팀 챔피언 (1회) - 바비 브래들리
- NLW 헤비웨이트 챔피언 (1회)
- OTT 노 리멋스 챔피언 (1회)
- PCW 월드 헤비웨이트 챔피언 (1회)
- PSW 코어딜 시티 헤비웨이트 챔피언 (2회)
- 컴백 오브 더 이열 (2001)
- 모스트 파펼러 레슬러 오브 더 이열 (2001, 2002)
- 랭크드 넘버 1 오브 더 탑 500 싱글즈 레슬링 인 더 PWI 500 인 2002
- 랭크드 넘버 152 오브 더 탑 500 싱글즈 레슬링 인 더  PWI 이열즈 인 2003
- SAPW 태그팀 챔피언 (1회) - 차츠 로코
- TNA 월드 헤비웨이트 챔피언 (1회)
- TNA X 디비전 챔피언 (1회)
- WSW 월드 헤비웨이트 챔피언 (1회)
- ECW 월드 헤비웨이트 챔피언 (1회)
- WWE 챔피언 (1회)
- WWE 유러피언 챔피언 (1회)
- WWF/WWE 하드코어 챔피언 (4회)
- WWF/WWE 인터콘티넨탈 챔피언 (6회)
- WWE 태그팀 챔피언 (구 버전) (1회) - 레이 미스테리오
- WWE 월드 태그팀 챔피언 (구 버전) (2회) - 케인 (1회), 부커 티 (1회)
- WWE 머니 인 더 뱅크 (2006)
- WWE 헬 오브 페임 (클래시 오브 2021)
- 세번쓰 그랜드 슬램 챔피언
- 피프틴쓰 트리펄 크라운 챔피언

## 특이사항
랍 밴 댐의 의복 대부분에는 도교를 상징하는 청룡과 음양문양이 새겨져 있다. 또한 지금은 랍 밴 댐 혼자연승기록을 가지고 있다.

## 작품 목록
- 스나이퍼: 특수작전부대